# بوب إيفز
بوب إيفز هو سياسي أسترالي، ولد في 16 ديسمبر 1938. نشط حزبياً في حزب العمال الأسترالي. وقد انتخب عضو المجلس التشريعي الفيكتوري ‏.